# Ilirsko stanovništvo na Mljetu
Ilirsko stanovništvo na otoku Mljetu pripadalo je plemenu Ardijejaca. Na otok su došli prije 4000 godina, a za dolazak na Mljet su koristili luke poluotoka Pelješca koje su geografski bile najbliže otoku Mljetu. Na Mljet su došli s Dinarskog gorja.
Ilirsko se stanovništvo na Mljetu iskrcavalo u Okuklju, Sobri, Kozarici, Polačama i drugim uvalama, koje su bile okrenute prema Pelješcu. Naselja su osnivali pored izvora vode i uz rubove otočkih dolova. Živjeli su u nekoliko većih i manjih plemeskih zajednica. Središta većih zajednica na otoku bila su: Polače – Pomjenta; Ivanje polje; Sutmiho – Čepac dolac; Suđurađ – Lokve; Babino Polje – Vodice; Maranovići – Glogovac. Ilirsko je stanovništvo svoje nastambe – potleušice gradilo od suhozida koje su pokrivali granjem makije i bora. Pored manjeg lova na divlje ptice i šumsku divljač, uglavnom su se bavili stočarstvom, uzgojem ovaca i koza; a bez obzira na to što su svoje nastambe gradili u unutrašnjosti otoka, ipak su se bavili ribolovom, svakako u manjoj količini, a dobro zaštićene uvale za to su im pružale odlične uvjete. Žensko, uglavnom, stanovništvo bavilo se i ratarstvom i to na mjestima gdje je muško stanovništvo krčilo šume pa su se stvarale malene plodne površine.

## Položaj i funkcija Ilirskih naseobina
Prema istraživanju, sva nalazišta datiraju iz brončanog, ali najčešće iz željeznog doba te postoje već 3000 godina. Položaj gradina je takav, da su bez iznimke, smještene na srednje visokim i lako obranjivim uzvišenjima, koji s jedne, pretežno južne, strane, imaju nekakvu prirodnu prepreku u obliku visokih stijena. Takve se gradine najčešće nalaze iznad značajnih krških dolova i polja, u blizini izvora pitke vode, a to znači da su i naselja bila koncentrirana uz takva mjesta, kako bi se stanovništvo moglo skloniti u gradine jer građa i način gradnje evidentno ukazuju na njihov obrambeni karakter. Poznato je da su Iliri živjeli u većim i manjim skupinama, koje su međusobne znale ratovati pa su te gradine služile kao i granice između posjeda pojedinih plemena.

## Ilirska rasprostranjenost i naseljenost na Mljetu
O ilirskoj naseljenosti zapadnog dijela otoka oko Velikog jezera i luke Polače svjedoče dobro sačuvani ostaci jake utvrde na Velikom Gradcu, brdu koje dominira u tom predjelu, čije su južne strane prema Velikom jezeru stjenovite i okomite u visini 20-ak metara i kao takve predstavljaju prirodnu prepreku. Sjeverna i sjeverozapadna strana Velikog Gradca relativno se blago spušta prema Polačama i polju Pomjenti. U podnožju brda se nalaze dva izvora pitke vode, a brdo je na odličnoj poziciji jer s njega puca pogled na zaljev Polače, na Veliko i Malo jezero, Mljetski kanal, poluotok Pelješac, otoke Korčulu i Lastovo te na otvoreno more pa je prilaz potencijalnih neprijatelja bio dosta otežan. Ova utvrda (gradac) građena je u tri reda kamenja, a u blago ovalnom obliku je okrenuta prema sjeveru jer su s južne strane bile nepristupačne stjene. U prvom i drugom su, u pravilnom obliku, naslagani veliki neobrađeni kameni blokovi, visine oko pola metra i sa širinom oko 2 metra. Treći je red građen od manjih kamenja, ali je zid visok oko 2 metra, a širok oko 4 metra. Dužina je ove utvrde – gradca iznosila preko 40 metara. Iza takve utvrde moglo je stati preko 100 ljudi i u ono je vrijeme predstavljala odličnu zaštitu od neprijatelja. Dodatnu sigurnost ovoj utvrdi davala su dva manja gradca u neposrednoj blizini – Mali i Sladin gradac. Uz polje Pomjenta, nedaleko od Sladinog gradca, nađene su dvije velike gomile u kojima je, nakon rušenja, pronađeno nekoliko ilirskih grobova s više ljudskih kostura, a takvih je gomila (ilirskih grobova) pronađeno još u Velikoj i Maloj pomi (u neposrednoj blizini Malog jezera) te na početku zaljeva Polače, na brdu Smriječici, odakle se odlično kontrolira ulaz u zaljev i sjeverni dio Mljetskog kanala. Od naselja Polače do Babinog Polja, pronađeno je više lokaliteta ilirskih gradina: Ivanje polje (početak nacionalnog parka Mljet), brdo Bijeđ, dvije gradine kod mjesta Blato, iznad pješčane plaže u uvali Sutmiholjska te još nekoliko njih u sljedećih 5 km do Babinog Polja. U grobovima je pronađeno mnogo različitog nakita poput spiralnih privjesaka od brončanih žice, jedan veći ulomak brončanog privjeska, sedam komada brončanih gumbova poluloptastog oblika te perlice staklastog izgleda. Grobovi su na tom lokalitetu napravljeni od većih kamenja na koje je nabacano mnogo manjeg kamenja. Na lokalitetu Sutmiholjska nađen je grob uglednih članova plemena, a s obzirom na to da je u istom grobu nađeno mnoštvo ljudskih kostura, vjerojatno je riječ da je to pleme, uz ono na Velikom gradcu, bilo među većim na otoku. Što se tiče ostalih nalazišta, ona se prorijeđuju što se ide prema istoku otoka, premda ih je pronađeno desetak u blizini Babinog Polja, u blizini mjesta Sobra i Prožura te još nekoliko njih kod Maranovića.

## Vanjske poveznice
- Nacionalni park Mljet
- The Illyrians
- The Illyrians: Cluster of Tribes